# Santa Rufina (Cittaducale)
Santa Rufina è una frazione del comune di Cittaducale, nella Provincia di Rieti. È il centro più popoloso del territorio comunale.

## Geografia fisica

### Territorio
È un paese situato lungo la Via Salaria, strada consolare romana.

### Geologia
Al confine con il comune di Rieti, nei pressi della località Cupaello, sono stati rinvenuti diversi minerali:
- Fluorapatite
- Kalsilite
- Khibinskite
- Melilite
- Merlinoite (ne è la località tipo)
- Perovskite
- Schorlomite
- Thaumasite
- Willhendersonite

## Storia
Il paese, da sempre legato a Cittaducale, fino all'Unità d'Italia ne ha condiviso la funzione di baluardo del Regno sul confine con lo Stato Pontificio e in particolare con la città di Rieti.
Fu fortemente colpito dal terremoto del 1898, che provocò la morte di cinque abitanti.
La frazione conobbe un grande sviluppo urbanistico e demografico con la nascita nei suoi pressi del nucleo industriale di Rieti-Cittaducale (1970), che favorì l'insediamento in paese di molte famiglie impiegate nelle industrie manifatturiere del nucleo. Per tale ragione, e per la sua vicinanza, oggi costituisce di fatto un sobborgo del capoluogo Rieti.

## Archeologia
A Santa Rufina, in località Campo Avello (oggi Via degli Ulivi), un terrazzo roccioso prospiciente il fiume Velino ha restituito alcuni frammenti vascolari d’impasto databili tra l’Eneolitico ed il Bronzo antico, tra cui intonaci di capanna. La località ha restituito anche materiale d’impasto della media età del Bronzo.
Il Peroni suppose che si trattasse di uno “scarico” in relazione ad un insediamento che doveva trovarsi sulla sommità del pianoro.
In realtà, vista la difficile accessibilità del luogo ed il materiale rinvenuto nella spaccatura della roccia, oggi si è più propensi a considerarlo un deposito cultuale.
Questo luogo di culto (probabilmente connesso anche con un abitato) è stato identificato con l’antica Vatia, città degli Aborigeni (mitologia) che Dionigi di Alicarnasso colloca pochi chilometri ad est di Rieti, lungo la Via Calatina.
Non lontano, a Cittaducale (località Valle Ottara) è stato rinvenuto un altro insediamento della media età del Bronzo (XIII-XII secolo a.C.), in qualche modo connesso con questo. 
Sembra inoltre che il toponimo Vatia derivi dal latino vaticinium e faccia riferimento proprio al carattere cultuale (forse oracolare) della località.

## Tradizioni e folclore
- Il 10 luglio si tiene la festa patronale, in onore delle sante martiri Rufina e Seconda.